# Fabian Tamm

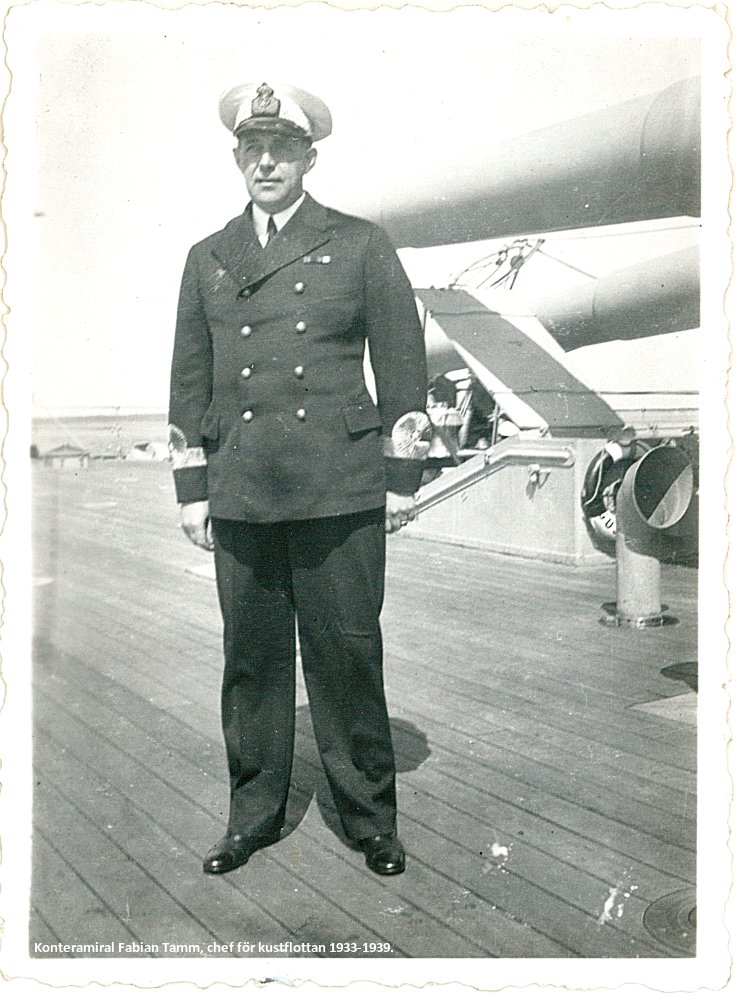
Konteramiral Fabian Tamm.

Claës Fabian Tamm, född 13 november 1879 i Film, Uppsala län, död 4 oktober 1955 i Stockholm, var en svensk sjöofficer (amiral).

## Biografi
Tamm var son till överståthållaren och statsrådet friherre Claës Gustaf Adolf Tamm och Ebba, född Tersmeden. Han tog examen vid Kungliga Sjökrigsskolan 1899 och då utnämnd till underlöjtnant. Löjtnant 1901, kapten 1907, marinattaché i Berlin och Köpenhamn 1914–1917, kommendörkapten av andra graden 1918, chef för Kungliga Sjökrigsskolan 1921–1925, avdelningschef i marinstaben 1926, ledamot av försvarsutredningen 1928 och 1929, kommendörkapten av första graden 1923, kommendör 1927, flaggkapten 1930, chef för sjöförsvarets kommandoexpedition 1931–1933, sakkunnig vid nedrustningskonferensen i Genève 1932, konteramiral 1933, chef för Kustflottan 1933–1939, viceamiral 1939, chef för marinen 1939–1945. Utnämnd till amiral i reserven 1947, två år efter att han lämnat aktiv tjänst.
Han var ledamot i Kungliga Krigsvetenskapsakademien, sekreterare i Kungliga Örlogsmannasällskapet 1918–1921 och hedersledamot 1933. Åren 1932–1939 var han ordförande i Föreningen Armé- Marin- och Flygfilm. Tamm är begravd på Galärvarvskyrkogården i Stockholm. Han var från 1908 gift med friherrinnan Ewa Beck-Friis (1884–1963), dotter till friherre Carl Joachim Beck-Friis och friherrinnan Anna född von Otter. Makarna Tamm är begravda på Galärvarvskyrkogården i Stockholm.

## Utmärkelser
Fabian Tamms utmärkelser:
- Kommendör med stora korset av Kungliga Svärdsorden
- Riddare av Kungliga Nordstjärneorden
- Riddare av första klassen av Kungliga Vasaorden
- Storkorset av Italienska kronorden
- Storkorset av Tre Stjärnors orden
- Storofficer av Tyska örnens orden
- Kommendör av första graden av Danska Dannebrogsorden
- Kommendör av första klassen av Finlands Vita Ros' orden
- Kommendör av norska Sankt Olavs orden med kraschan
- Kommendör av första klassen av den polska orden Polonia Restituta
- Kommendör av andra klassen av den spanska Sjöförtjänstorden
- Officer av italienska S:t Mauritius- och Lazarusorden
- Riddare av första klassen av Mecklenburgska Griporden
- Riddare av tredje klassen av Preussiska Kronorden
- Riddare av tredje klassen av Ryska Sankt Annas orden